# Cá chép
Cá chép (danh pháp khoa học: Cyprinus carpio) là một loài cá nước ngọt phổ biến rộng khắp thế giới. Chúng có quan hệ họ hàng xa với cá vàng thông thường và chúng có khả năng lai giống với nhau. Tên gọi của nó cũng được đặt cho một họ là họ Cá chép (Cyprinidae).

## Đặc điểm
Có nguồn gốc ở châu Âu và châu Á, loài cá này đã được đưa vào các môi trường khác trên toàn thế giới. Nó có thể lớn tới độ dài tối đa khoảng 1,2 mét (4 ft) và cân nặng tối đa 37,3 kg (82,2 pao) cũng như tuổi thọ cao nhất được ghi lại là 47 năm. Những giống sống trong tự nhiên hoang dã có xu hướng nhỏ và nhẹ hơn khoảng từ 20 - 33% các kích cỡ và khối lượng cực đại. Koi (錦鯉 trong tiếng Nhật, 鯉魚 (bính âm: lĭ yú -lý ngư) trong tiếng Trung) là giống được nuôi làm cá cảnh có nguồn gốc từ Trung Quốc nhưng được thế giới phương Tây biết đến thông qua con đường Nhật Bản. Tại một số địa phương ở Việt Nam, cá chép còn được gọi là cá gáy.
Mặc dù cá chép có thể sống được trong nhiều điều kiện khác nhau, nhưng nói chung nó thích môi trường nước rộng với dòng nước chảy chậm cũng như có nhiều trầm tích thực vật mềm (rong, rêu). Là một loại cá sống thành bầy, chúng ưa thích tạo nhóm khoảng từ 5 cá thể trở lên. Chúng sinh trưởng ở vùng ôn đới trong môi trường nước ngọt hay nước lợ với pH khoảng 7,0 - 7,5, độ cứng của nước khoảng 10,0 - 15,0 dGH và khoảng nhiệt độ lý tưởng là 3-24 °C (37,4 - 75,2 °F.
Cá chép, cũng giống như các biến thể khác của nó, như cá chép kính (không vảy, ngoại trừ một hàng vảy lớn chạy dọc theo thân; có nguồn gốc ở Đức), cá chép da (không vảy, trừ phần gần vây lưng) và cá chép nhiều vảy, là những loại cá ăn tạp (vừa ăn động vật, vừa ăn thực vật)và chúng ăn gần như mọi thứ khi chúng bơi ngang qua, bao gồm các loại thực vật thủy sinh, côn trùng, giáp xác (bao gồm cả động vật phù du) hoặc cá chết. Tại một số quốc gia, do thói quen sục sạo dưới bùn của chúng để tìm mồi nên chúng bị coi là nguyên nhân gây ra sự phá hoại thảm thực vật ngầm cũng như sự phá hủy môi trường sinh thái của nhiều quần thể thủy cầm và cá bản địa.
Tại Úc có các chứng cứ mang tính giai thoại và các chứng cứ khoa học cho thấy việc đưa cá chép vào đây là nguyên nhân gây ra nước đục vĩnh cửu và giảm sút thảm thực vật ngầm trong hệ thống sông Murray-Darling, với hậu quả nghiêm trọng cho hệ sinh thái của sông, chất lượng nước và các loài cá bản địa. Do điều này, nó được những người đánh cá trong những khu vực này gọi là 'pig' (lợn) của cá nước ngọt. Tuy nhiên, ở những nơi khác nó được những người câu cá đánh giá cao do kích thước và chất lượng thịt. Ngoài ra, loài cá này cũng được dùng rộng khắp trên thế giới như một loại thực phẩm. Người ta hiện nay đánh bắt chúng cả trong tự nhiên lẫn trong môi trường nuôi thả. Thịt của nó được dùng cả ở dạng tươi và dạng đông lạnh.
Là loài cá đẻ trứng nên một con cá chép cái trưởng thành có thể đẻ tới 300.000 trứng trong một lần đẻ. Cá bột bị nhiều loài cá ăn thịt khác săn bắt, chẳng hạn cá chó (Esox lucius) và cá vược miệng to (Micropterus salmoides). Tại Cộng hòa Czech, cá chép là một món ăn truyền thống trong bữa ăn tối vào dịp lễ Nô en.

## Phân loại
Bốn phân loài là:

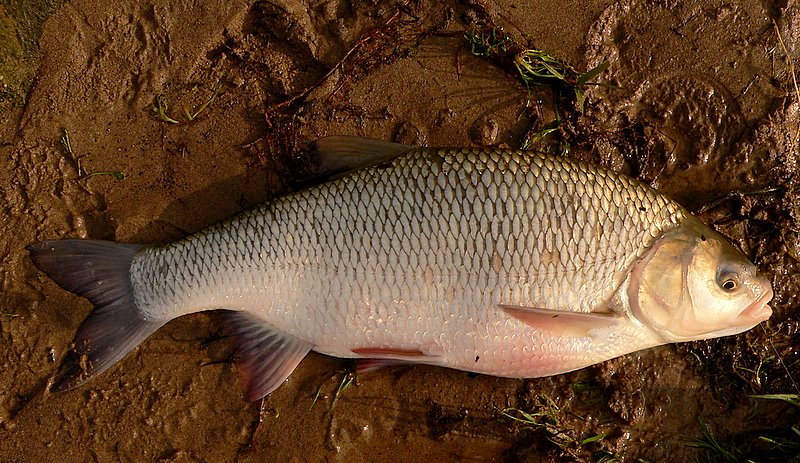
Một con cá chép hồng

- C.c. carpio: Cá chép châu Âu, được tìm thấy ở Đông Âu (đặc biệt là sông Donau và sông Volga).[2][3]
- C.c. yilmaz': Cá chép Deniz, được tìm thấy tại Tiểu Á, Thổ Nhĩ Kỳ (đặc biệt là xung quanh Çorum) và Victoria, Úc (xung quanh lạch Merri và hồ Coburg).
- C.c. haematopterus: Cá chép Amur, có nguồn gốc ở miền đông Á.[3][4]
- C.c. rubrofuscus, từ Đông Nam Á,[3] được coi là một loài riêng biệt Cyprinus rubrofuscus bởi nhiều tài liệu.[5]

Chúng có họ hàng với cá vàng thông thường (Carassius auratus), và có thể tạo ra con lai.

## Nhập cư vào Bắc Mỹ
Cá chép, có nguồn gốc từ khu vực Á - Âu, được đưa vào Bắc Mỹ với một sự quảng cáo rùm beng như là "loài cá tuyệt hảo nhất thế giới" năm 1877. Chuyến đầu tiên chở 345 cá chép sống được thả xuống ao hồ ở công viên đồi Druid thuộc Baltimore, Maryland. Sau này, lượng cá dư thừa được thả ở các hồ Babcock tại Công viên Đài tưởng niệm, Washington, D.C.. Đây là dự án của Rudolf Hessel, một người nuôi cá cho chính quyền Mỹ. Đây là sự quảng cáo có lợi và thực tế cá chép đã được giới thiệu rộng rãi trên toàn nước Mỹ.
Kết quả của việc giới thiệu loài ngoại lai này cho thấy cá chép nhanh chóng thích ứng với môi trường mới, chúng nhanh chóng chiếm lĩnh các khu vực sinh sống. Chúng ăn các loại rong trong ao hồ, nhưng với số lượng không nhiều như người ta vẫn đồn đại. Người ta cũng cho rằng chúng ăn trứng của các loại cá khác. Đây chỉ là điều ngụy tạo do không có chứng cứ chính xác về điều này. Cá chép làm vẩn đục các ao hồ là đúng; tuy nhiên, vẫn còn đáng ngờ về việc chúng làm đục nước đến mức đủ để làm tổn hại đến các loại cá khác. Thịt của chúng có vị thơm ngon khi nuôi trong môi trường nước sạch, nhưng vẫn có lẫn xương.
Mặc dù có giá trị trong dinh dưỡng và tiêu khiển (câu cá), nhưng tại Hoa Kỳ và Úc, cá chép không được yêu thích. Cá chép bị coi là mối đe dọa đối với các loại cá bản địa. Tuy nhiên, số lượng và chủng loại cá bản địa đã suy giảm trước khi cá chép nhập cư. Dưới áp lực của nhu cầu cá nước ngọt trên thực tế là nguyên nhân để nhập khẩu cá chép. Đơn giản là cá chép có khả năng sinh sống trong những môi trường đã bị ô nhiễm sau nhiều năm không điều chỉnh lượng chất thải công nghiệp tốt hơn so với nhiều loại cá bản địa dễ nhạy cảm. Việc tiêu diệt cá chép thông thường là bỏ thuốc độc cho chết hết cá trong ao hồ, sau đó khử trùng và thả lại các loại cá khác thích hợp hơn. Do sự chịu đựng tốt của cá chép, biện pháp này hầu như không đem lại hiệu quả.

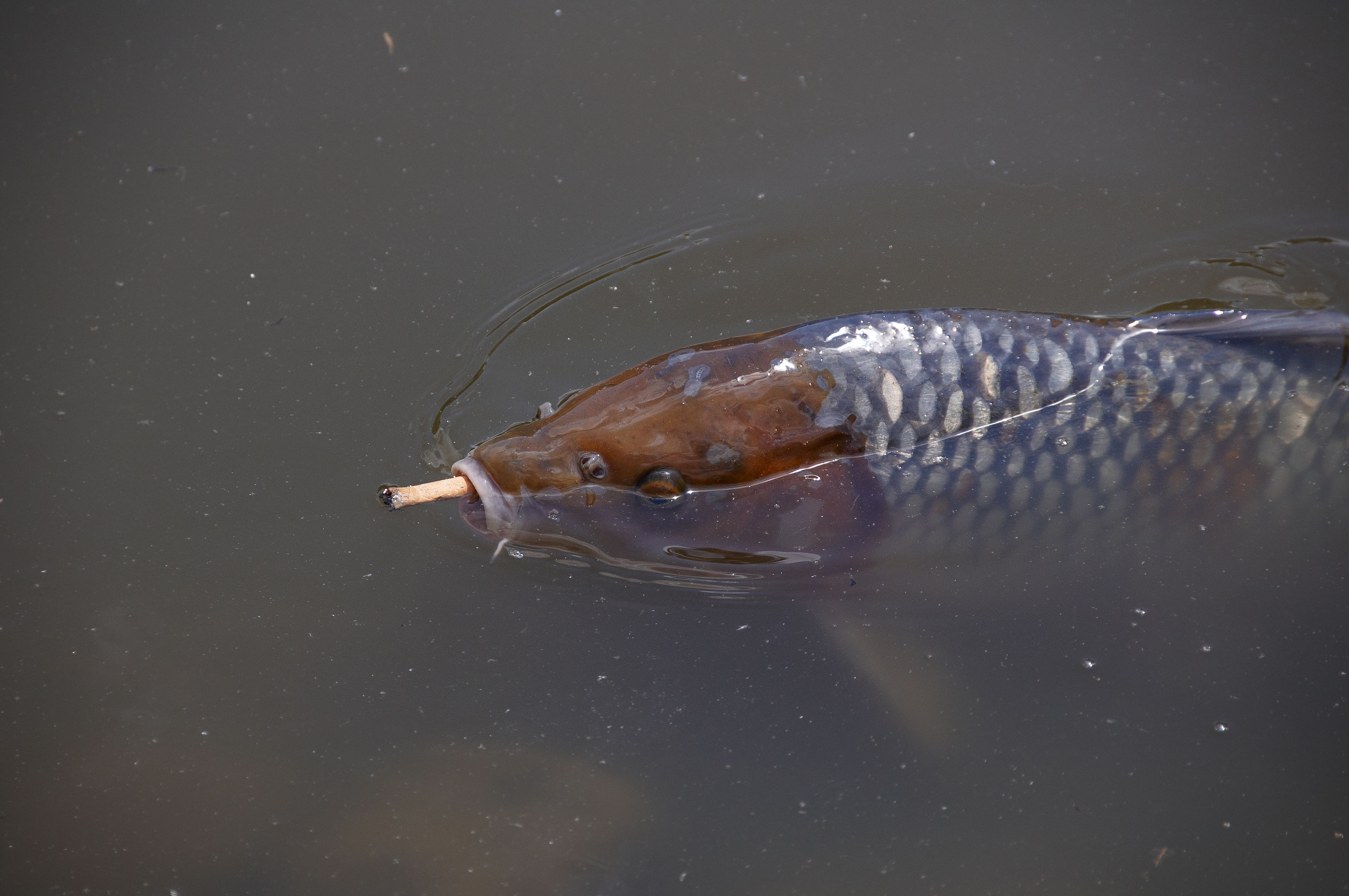
Một con cá chép đang ngậm điếu thuốc lá

Năm 2005, giải vô địch thế giới về cá chép được tổ chức tại sông Saint Lawrence ở tiểu bang New York. Các đội từ khắp thế giới sẽ thi đấu trong 5 ngày với phần thưởng trị giá $1.000.000 nếu bất kỳ người thi đấu nào phá được kỷ lục của bang New York là 50 lb 4oz (khoảng 22.82 kg).